# Bezuhlivka, Nijîn
Bezuhlivka (în ucraineană Безуглівка) este localitatea de reședință a comunei Bezuhlivka din raionul Nijîn, regiunea Cernihiv, Ucraina. În secolul al XIX-lea, satul făcea parte din volostul Talalaiivka, uezdul Nijîn.

## Demografie
Componența lingvistică a localității Bezuhlivka
     Ucraineană (97,57%)
     Rusă (1,68%)
Conform recensământului din 2001, majoritatea populației localității Bezuhlivka era vorbitoare de ucraineană (97,57%), existând în minoritate și vorbitori de rusă (1,68%).